# Now Superhits 2013
Now Superhits 2013 è una raccolta di AA.VV. pubblicata il 22 gennaio 2013 per la EMI Music.

## Tracce
1. David Guetta – She Wolf (Falling to Pieces) (feat. Sia) – 3:32
2. Swedish House Mafia – Don't You Worry Child (feat. John Martin) – 3:33
3. Psy – Gangnam Style – 3:40
4. Scissor Sisters – Only the Horses – 3:42
5. Owl City – Good Time (feat. Carly Rae Jepsen) – 3:24
6. Maroon 5 – One More Night – 3:40
7. Conor Maynard – Turn Around (feat. Ne-Yo) – 3:53
8. Emeli Sandé – Heaven – 3:43
9. Of Monsters and Men – Little Talks – 4:21
10. Coldplay – Princess of China (feat. Rihanna) – 3:37
11. Robbie Williams – Candy – 3:19
12. Fun. – Some Nights – 4:28
13. Skunk Anansie – I Believed in You – 3:11
14. Fly Project – Musica – 3:40
15. Giorgia – Tu mi porti su – 3:43
16. Cesare Cremonini – Il comico (sai che risate) – 4:17
17. Noemi – Se non è amore – 4:03
18. Andrea Nardinocchi – Un posto per me – 3:52
19. Niccolò Fabi – Una buona idea – 3:51
20. Tiziano Ferro – L'amore è una cosa semplice – 4:02
21. Vasco Rossi – Albachiara – 4:05

## Classifiche
| Classifica (2013) | Posizione massima |
| ----------------- | ----------------- |
| Italia            | 9                 |